# 博蒙昂康布雷西
博蒙昂康布雷西（法語：Beaumont-en-Cambrésis）是法国北部-加来海峡大区诺尔省的一个市镇，属于康布雷区卡托康布雷西县。该市镇2009年时的人口为446人。

## 人口
博蒙昂康布雷西人口变化图示
| 数据来源：INSEE |